# 91333 Robertogorelli
91333 Robertogorelli este o planetă minoră (asteroid), cu un diametru de 3,626 km, din centura de asteroizi. A fost descoperită pe 8 mai 1999 la Catalina Station⁠(d) de Catalina Sky Survey. 
Obiectul prezintă o orbită caracterizată de o semiaxă mare de 2,3388273070449 UAi, o excentricitate de 0,16551206794258, o înclinație de 5,2108530925746 ° în raport cu ecliptica.